# Anton Florian van Liechtenstein
Anton Florian, vorst van Liechtenstein (Wilfersdorf, 28 mei 1656 - Wenen, 11 oktober 1721), was de vorst van Liechtenstein van 1718 tot zijn dood in 1721.
Anton Florian werd geboren in Wilfersdorf, wat tegenwoordig in Neder-Oostenrijk ligt. Tijdens de Spaanse Successieoorlog, die plaatsvond van 1701 tot 1714, vertrok Anton Florian naar Spanje. Hij werd daar een vertrouweling van aartshertog Karel van Oostenrijk, jongere broer van de keizer van het Heilige Roomse Rijk. Aartshertog Karel keerde in 1711 terug naar Wenen om zijn overleden broer, keizer Jozef I, op te volgen. Anton Florian reisde eveneens af naar Wenen om bij de kroning van keizer Karel VI te zijn. Hij werd benoemd tot voorzitter van de Geheime Raad, wat hij bleef tot aan zijn dood in 1721.
Op 23 januari 1719 verenigde keizer Karel VI het graafschap Vaduz en het heerlijkheid Schellenberg tot een vorstendom, dat de naam Liechtenstein kreeg, de familienaam van Anton Florian. Dit werd gedaan zodat Anton Florian een plaats kreeg in de Rijksdag van het Heilige Roomse Rijk. Tegenwoordig zijn het groothertogdom Luxemburg en het vorstendom Liechtenstein de enige nog bestaande staten die ook lid van het Heilige Roomse Rijk waren.
Hij was ook lid in de Orde van het Gulden Vlies.
Vorst Anton Florian stierf op 11 oktober 1721 te Wenen. Hij werd als vorst opgevolgd door zijn zoon Jozef Johan Adam.

## Huwelijk en kinderen
Op 15 oktober 1679 trad Anton Florian in het huwelijk met Eleonore Barbara von Thun-Hohenstein (1661-1723), dochter van graaf Michael Oswald. Uit dit huwelijk werden elf kinderen geboren:
- Frans Augustus (1680 - 1681)
- Eleonore (1681 - 1682)
- Antonia Maria Eleonore (12 januari 1683 - 19 december 1715)
- Karel Jozef Florian (1685)
- Anton Ignasius Jozef (1689 - 1690)
- Jozef Johan Adam (27 mei 1690 - 17 december 1732), was vorst van Liechtenstein van 1721 tot 1732. Hij huwde vier keer.
- Innocentius Frans Anton (1693 - 1707)
- Maria Carolina Anna (23 augustus 1694 - 16 april 1735), huwde Frans Willem, graaf van Salm-Reifferscheidt
- Karel Jozef (1697 - 1704)
- Anna Maria Antonia (11 september 1699 - 20 januari 1753), huwde vorst Jozef Wenceslaus van Liechtenstein
- Maria Eleonore (1703 - 18 juli 1757), huwde Frederik Augustus van Harrach-Rohrau

Karel I · Karel Eusebius · Hans Adam I · Jozef Wenceslaus · Anton Florian · Jozef Johan Adam · Jozef Wenceslaus · Johan Nepomuk Karel · Jozef Wenceslaus · Frans Jozef I · Alois I · Johannes I Jozef · Alois II · Johannes II · Frans I · Frans Jozef II · Hans Adam II